# Structures éducatives des Trois Royaumes
 (novembre 2017).
Si vous disposez d'ouvrages ou d'articles de référence ou si vous connaissez des sites web de qualité traitant du thème abordé ici, merci de compléter l'article en donnant les références utiles à sa vérifiabilité et en les liant à la section « Notes et références ».

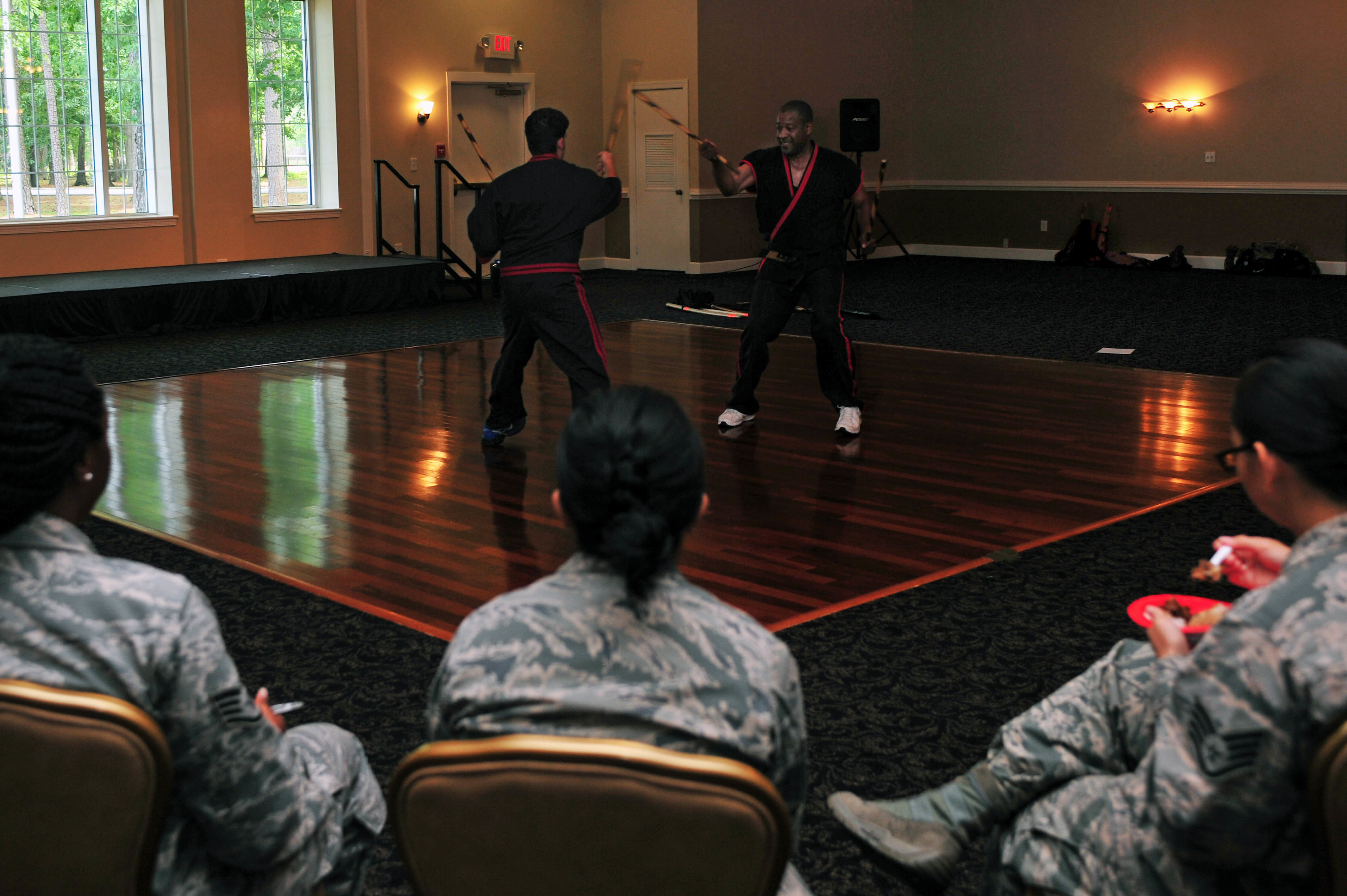
John Ryan (en haut à gauche), étudiant en arts martiaux Hwarang Warrior, et Lyndon Johnson, grand maître de l'école d'arts martiaux Hwarang Warrior (en haut à droite),

En Corée, la période des Trois Royaumes se caractérise par des institutions où une élite recevait une formation aussi bien militaire qu'intellectuelle et artistique. La plus aboutie de ces institutions fut celle des Hwarang au royaume de Silla.

## Absence de sources fiables
Cette institution de l'époque de Silla est évoquée brièvement dans le Samguk Sagi 4:40, composé en 1145 par un compilateur imprégné de confucianisme, lettré et homme d'État, lui-même. Ce compilateur se réfère au Hwarang segi, écrit au début du VIIIe siècle, par l'historien de Silla, Kim Daemun, sous le règne de Seongdeok le Grand (r. 702-737). Cependant l'original de ce texte a été perdu, semble-t-il vers 1215. Deux versions partielles ont été redécouvertes en 1989, à Gimhae : un « résumé » et un « texte original ». Mais la plupart des spécialistes les considèrent, tous les deux, comme des faux. Le professeur Richard D. McBride II les considère comme de la main de Bak Changhwa 朴昌和 (1889–1962), qui était féru de chinois littéraire et qui a également travaillé pour la bibliothèque impériale à Tokyo pendant la période coloniale.
Ce qui suit n'étant étayé par aucune source, sa valeur doit être remise en question en regard des trois sources actuellement disponibles ainsi que des études « critiques » dont on dispose et qui ne peuvent assurer la documentation d'un tel article.

## Les Hwarang à Silla
On appelle Hwarang (ou Sonrang) une confrérie militaire du royaume de Silla.
Le terme Hwarang signifie Jeunes gens fleur ; on pourrait le traduire par la fine fleur de la jeunesse, ou encore les Chevaliers fleuris mais l'expression, même si elle signifie pour une part l'élite de la jeunesse, ne se limite pas à cela. En effet, les Hwarang alliaient l'excellence militaire, intellectuelle et artistique : la beauté de la fleur sert ainsi à décrire l'autre versant du corps militaire. Le Hwarang-do (où do signifie voie) est ainsi la voie de l'humanité florissante, car cette excellence individuelle devait profiter à toute la communauté.
La pratique des arts martiaux Subak et du système Sonbae copié du Koguryo se généralise au IVe siècle dans l'instruction militaire et permet de sélectionner des corps d'élite. Ces groupes de guerriers d'élite sont appelés Hwarang-do : ceux originaires de la noblesse forment les cadres et sont appelés Hwarang, et leurs disciples et suivants Nangdo. Ils sont créés par le 24e roi de Silla, Jin Heung.
La légende rapportée par le Samguk sagi et le Samguk yusa leur donne une autre histoire. Selon eux, les deux premiers groupes s'appelaient Wonhwa, et étaient composés de femmes. Elles provoquèrent des désordres, et cette institution fut abolie.

### Une éducation guerrière et raffinée
Après une sélection par concours, les Hwarangs vivent en groupes. Ils s'instruisent aux arts suivants :
- Gungsa : le tir à l'arc ;
- Tuho : les projections ;
- Chilgeuk : les coups de pied ;
- Kak Choo : un autre type de projections ;
- Subak : les coups frappés ;
- Gisa : le tir à l'arc pratiqué à cheval ;
- Taekyon : un autre type de coups de pied ;
- Suryeop : la chasse et la pêche ;
- Cho Chum : la natation ;
- Geomsulbeop : Le sabre coréen ;
- Massang Ssang Gum : L'art de se battre avec deux épées ;
- Ssireum : lutte

L'initiation au confucianisme fait partie de l'éducation donnée aux Hwarang, les Hwarang-do formant non seulement une élite guerrière, mais aussi intellectuelle et administrative. La beauté et l'intelligence ainsi que la maîtrise de la littérature comptaient autant que l'excellence dans la maîtrise des arts martiaux. L'entraînement incluait également des cours de musique et de danse.
Selon le Samguk yusa, on enseignait aux Hwarang les Cinq vertus cardinales confucéennes, les Six arts, les Trois devoirs scolaires, et les Six voies du service de l'État (五常六藝 三師六正). Les Hwarang étaient fortement influencés par le bouddhisme par les philosophies chinoises telles que le confucianisme, le taoïsme, et l'art militaire Tangsu.

### L'élite du royaume
Les Hwarang forment l'élite civile et militaire du royaume. Parmi cette élite, les Sool sa' (cavaliers de la nuit) sont une élite supérieure, qui est instruite dans l'art du Un shin bop, le combat caché. Ce combat caché est en fait l'espionnage et la diplomatie, et comprend l'art de la dissimulation, l'art de l'infiltration, l'art de se déplacer sur n'importe quel terrain (y compris dans les arbres), et l'art d'utiliser son esprit.
Les Hwarang jouent un rôle décisif dans l'unification de la Corée sous l'égide du royaume Silla, notamment lors des alliances stratégiques, d'abord avec Koguryo pour éliminer Paekche, puis avec la Chine des Tang pour éliminer Koguryo.

### Les valeurs morales
Le Hwarang-do est autant une éducation au combat qu'un mode de vie imprégné de philosophie confucianiste, et un code de conduite est donné aux Hwarang : c'est le Hwarang-o-kae. La loyauté envers le souverain est une des vertus exigées des Hwarang, avec le courage au combat, le respect des aînés, un dévouement à toute épreuve envers les camarades.

### Survivances après la chute de Silla
Durant la dynastie Chosŏn, le terme Hwarang désigne un chaman de sexe masculin.
L'institution des Hwarang a donné naissance au Tae Kyon, art martial à mains nues, très encouragé par les rois coréens, dont Uijong (1147-1170) pendant la période Koryŏ. Le Tae kyon est l'ancêtre de l'actuel Tae kwon do.
À la fin des années 1980, un manuscrit du Hwarang segi (Annales des Hwarang)
a été trouvé en Corée du Sud.
Des institutions éducative similaires existent au Paekche (les Kukson), et au Koguryo (les Son Bae).

## Les Pyung Dang auKoguryo
Dans le Koguryo, on nomme cette institution Son Bae ou Pyung Dang. Cette institution est créée en 372. Elle vise à produire des combattants experts et succède aux écoles d'art martiaux enseignant le Subak et le Takyun (combats à mains nues, et combat à pieds). C'est d'ailleurs le Subak qui est l'ancêtre des arts martiaux du Silla. Les guerriers du Silla y sont initiés après une guerre commune de Koguryo et de Silla contre les pirates japonais.
Après une sélection, ces jeunes gens célibataires sont formés aux arts martiaux et à la littérature classique chinoise. Les principales disciplines enseignées étaient :
- Gungsa : le tir à l'arc ;
- Geomsulbeop : le sabre coréen ;
- Gisa : la course à cheval ;
- Dangeomsul : l'art du lancer du couteau ;
- Jjireugi : les coups frappés et les coups de pied ;
- Suyeong : la natation et le combat aquatique ;
- Pungryu : Jouer de la musique, y compris le tambour et le gong ;
- Suryeop : la chasse et la pêche
- Jeongchiwa Gojeon : l'étude des littératures classique et politique.

Les meilleurs élèves sont versés dans le corps des Sun Bi (Guerriers braves et intelligents). Ce corps d'élite a pour signe distinctif le port de cinq Dan Kum (couteaux courts) et d'une pierre à aiguiser.
Ils participent à des tournois, dont les épreuves comprennent le combat à mains nues, avec des pierres, la chasse et le tir à l'arc. Les vainqueurs jouissent d'une grande renommée dans le royaume.

## Les Kukson duPaekche
À Paekche, l'institution de formation des élites (nommées Kukson ou encore Samrang) est créée en 320 par le roi Biryu (en). Elle avait lieu dans un bâtiment affecté à cet usage à l'ouest de la capitale. Les principales disciplines d'entraînement sont :
- Gisa : la course à cheval ;
- MokBong : le combat avec le bâton de bois ;
- Geomseul : le sabre coréen ;
- Susul : le combat à mains nues ;
- Jungdaebeop : la défense contre les attaques de plusieurs adversaires ;
- Busu : les sutras bouddhistes ;
- Gojeon : la littérature classique ;
- Sundo : la méditation.

Le Soo Sul est un des arts martiaux les plus anciens et les plus évolués de Corée.
Des tournois avaient lieu chaque mois les nuits de pleine lune afin de garder les guerriers au meilleur de leur forme.